# Die Legende der Victoria Regia
Die Legende der Victoria Regia (portugiesisch: Lenda da Vitória-regia) ist eine brasilianische Legende indigenen Ursprungs. Das Volk der Tupi-Guarani erklärt anhand dieser die Entstehung der Amazonas-Riesenseerose, der Victoria amazonica. Die Legende stammt aus der Amazonasregion und besagt, dass eine wunderschöne indigene Kriegerin vom Mond, Jaci, besessen ist. Eines nachts sieht sie den Mond auf einer Seeoberfläche und stürzt sich ins Gewässer. Dabei ertrinkt sie. Der Mond, der alles beobachtet hat, verwandelt sie zu einem Stern des Wassers, die Wasserlilie Victoria Regia. Die Blume öffnet sich nur nachts, für den Mond.
Die Legende ist eine der bekanntesten in Brasilien, insbesondere in den nördlichen Regionen. Sie ist ein wichtiger Teil der brasilianischen Folklore und Kultur geworden.
2004 präsentierte die Samba-Schule Portela die Legende beim brasilianischen Karneval. In jenem Jahr war das Thema der Show „Legenden und Mysterien des Amazonas“ (portugiesisch: Lendas e Mistérios da Amazonia). Die Samba-Schule zeigte die Legende der Victoria Regia auf einem der Wagen während der Karnevalsparade.

## Handlung
Der Legende nach sucht sich der Mond, (Jaci), die schönsten Frauen aus den indigenen Völkern aus und nimmt diese mit sich. In einem Stamm lebt die wunderschöne Kriegerin Naiá, die diese Geschichte hört und davon träumt, vom Mond mitgenommen zu werden. Jedoch wird sie von den älteren, erfahrenen Indigenen gewarnt, da diejenigen, die mit dem Mond fort gegangen sind, ihre Körper verloren haben und zu Sternen wurden. Naiá achtet nicht auf die Warnungen ihres Volkes. Sie ist vom Mond besessen und wird sogar krank, da sie nichts mehr isst oder trinkt, sondern nur den Mond bewundert. In einer sehr hellen Mondnacht kommt Naiá zum Ufer eines Sees und sieht die Reflexion des Mondes auf der Wasseroberfläche. Sie glaubt, der Mond sei gekommen, um im See zu baden. Sie steigt deshalb ins Wasser und ertrinkt in den Tiefen des Sees. Der Mond, der von der Tragödie beobachtet, verwandelt Naiá in einen besonderen Stern, der anders ist als alle anderen Sterne am Himmel: Er macht sie zu einem Stern des Wassers – die Victoria Regia. Nur während der Nacht öffnet sich die Blume für den Mond und verbreitet ihren süßen Duft.

## Versionen der Legende
Es existieren unterschiedliche Versionen der Legende, jedoch handeln alle von einem indigenen Mädchen, die eine Obsession für den Mond hat und deshalb ertrinkt. Sie wird dabei in zu einem Stern des Wassers, die Riesenseerose Victoria Regia. In manchen Legenden, ist der Mond eine männliche Gottheit, in anderen Variationen ist der Mond eine Göttin. Andere Unterschiede existieren auch bei der Art und Weise wie das Mädchen ertrinkt.